# Tófalu
Tófalu es un pueblo húngaro perteneciente al distrito de Füzesabony, condado de Heves.

## Superficie
Cuenta con una superficie de 14,48 km².

## Demografía
Hasta 2024 la población era de 545 habitantes, con una densidad de población de 37,63 hab/km².
| Gráfica de evolución demográfica de Tófalu entre 2020 y 2024 |
|                                                              |
| Datos según la Oficina Central de Estadística de Hungría.    |